# James Ray
James Ray (Nova Orleans, 27 de julho de 1957 - 26 de dezembro de 2023) foi um ex-jogador norte-americano de basquete profissional que atuou na  National Basketball Association (NBA). Foi o número 5 do Draft de 1980.